# IJF Hall of Fame
Le IJF Hall of Fame est un temple de la renommée créé par la Fédération internationale de judo (IJF) consacrant les plus grands judokas de l'Histoire. Il a été créé en 2001 et incluait alors un unique membre : Jigorō Kanō, fondateur du judo.
Les membres ont été nommés en quatre séries en 2001 (un membre), 2003 (deux membres), 2013 (dix-huit membres) et 2015 (neuf membres).

## Membres

### Introduit en 2001
- Jigorō Kanō[1]

### Introduits en 2003
- Anton Geesink
- Charles Palmer (en)[2],[3]

### Introduits en 2013
- Patrick Hickey
- Ingrid Berghmans
- George Kerr (en)
- Franco Capelletti (it)
- Jean-Luc Rougé
- David Douillet
- Willem Ruska
- Aurelio Fernandez Miguel
- Mohamed Ali Rashwan
- Peter Seisenbacher
- Kōsei Inoue
- Hector Rodriguez
- Neil Adams
- Thierry Rey
- Robert Van de Walle
- Ezio Gamba
- Vladimir Nevzerov
- Ryōko Tani[3]

### Introduits en 2015
- Haruki Uemura
- Yasuhiro Yamashita
- Shota Chochishvili
- Ki-Young Jeon
- Karen Briggs
- Driulis González Morales
- Gella Vandecaveye
- Soraya Haddad
- Maria Pekli[4],[5]

## Site officiel
- IJF Hall of Fame sur ijf.org